# Heidweiler
Heidweiler ist eine Ortsgemeinde im Landkreis Bernkastel-Wittlich in Rheinland-Pfalz. Sie gehört der Verbandsgemeinde Wittlich-Land an.

## Geographie
Die Gemeinde liegt in der Osteifel im Landschaftsschutzgebiet Meulenwald. Zu Heidweiler gehört auch der Wohnplatz Heidweiler Mühle.

## Geschichte
Heidweiler wurde erstmals in einer Urkunde aus dem Jahr 1303 erwähnt. Der Trierer Erzbischof Diether von Nassau bestätigte dem Emerich von Bruch den Lehnzehnten zu Heidweiler als Wittum für dessen Ehefrau.
Landesherrlich gehörte der Ort bis Ende des 18. Jahrhunderts zum Herzogtum Luxemburg und war Teil der Herrschaft Bruch.
Nach 1792 hatten französische Revolutionstruppen die Österreichischen Niederlande, zu denen das Herzogtum Luxemburg gehörte, besetzt und im Oktober 1795 annektiert. Von 1795 bis 1814 gehörte der Ort zum Kanton Dudeldorf im Departement der Wälder.
Im Jahr 1815 wurde das ehemals luxemburgische Gebiet östlich der Sauer und der Our auf dem Wiener Kongress dem Königreich Preußen zugeordnet. Damit kam die Gemeinde Heidweiler 1816 zum Kreis Wittlich im Regierungsbezirk Trier in der Provinz Großherzogtum Niederrhein, die 1822 in der Rheinprovinz aufging.

## Politik

### Bürgermeister
Hans-Josef Götten wurde am 16. März 2016 Ortsbürgermeister von Heidweiler.
Er wurde im Juni 2024 wiedergewählt.
Göttens Vorgänger Siegfried Schneider übte das Amt von 1969 bis 2015 aus.

### Wappen
| Wappen von Heidweiler | Blasonierung: „Schild gespalten, vorn in Grün silberner Rost, hinten in Silber zwei rote Pfähle.“ |
| Wappen von Heidweiler |                                                                                                   |

## Sehenswertes
- Pfarrkirche St. Vincentius
- Altes Pfarrhaus
- Heiligenhäuschen
- Bildchen (Marienbildnis)
- Rübenwaschplatz
- Wäschborn
- Alte Mühle Heidweiler
- Aussichtsturm Dierscheid

Siehe auch:

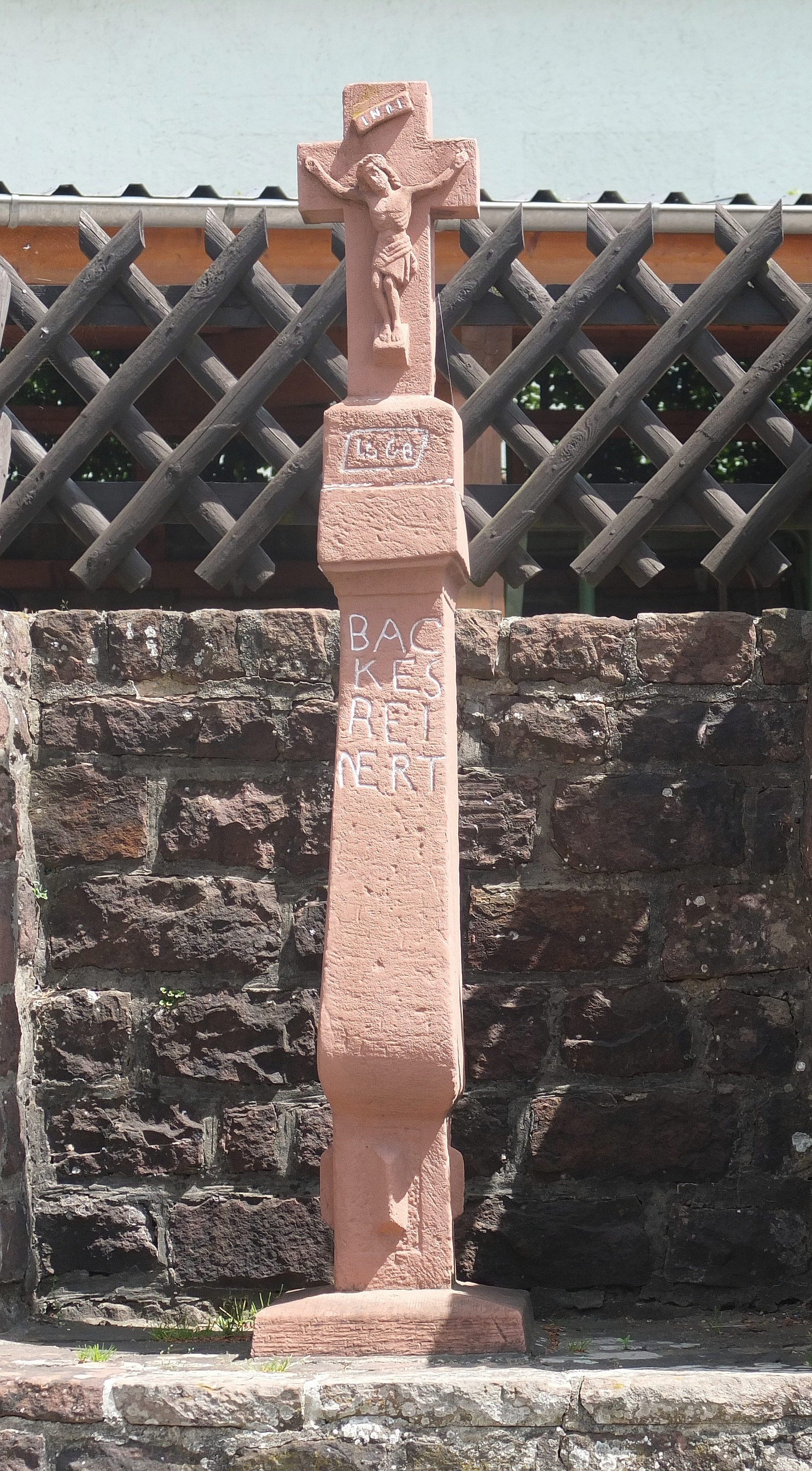
Wegekreuz von 1668

- Liste der Kulturdenkmäler in Heidweiler
- Liste der Naturdenkmale in Heidweiler

## Persönlichkeiten
- Paul Trappen (1887–1957), deutscher Ringer, Gewichtheber und Kraftartist; geboren in Heidweiler
- Beate Läsch-Weber (* 1957), Präsidentin des Sparkassenverbandes Rheinland-Pfalz